# Giovanni Stefano Donghi
Giovanni Stefano Donghi (Gênova, 1608 - Roma, 26 de novembro de 1669) foi um cardeal do século XVII.

## Biografia
Nasceu em Gênova em 1608. Filho de Bartolomeo Donghi e Giacoma Bernardi. A família era originária de Voltri que em 1581 (ou 1629 ou 1642) foi atribuída à nobreza genovesa.
Estudou na Universidade de Bolonha; e na Universidade de Salamanca.
Participantium apostólico protonotário, 15 de junho de 1635. Prefeito da Annona. Referendário dos Tribunais da Assinatura Apostólica da Justiça e da Graça. Presidente da Câmara Apostólica. Clérigo da Câmara Apostólica, 1638. Em janeiro de 1643, foi nomeado comissário residente das três legações das quais o cardeal Antonio Barberini, júnior, era legado, mas nas quais não residia.
Criado cardeal diácono no consistório de 13 de julho de 1643; recebeu o gorro vermelho e a diaconia de S. Giorgio em Velabro, em 31 de agosto de 1643. Confirmado como prefeito de Annona, em 17 de julho de 1643. Plenipotenciário de Sua Santidade na Guerra da Itália; obteve a paz com os príncipes confederados. Legado em Ferrara, 1644-1648. Participou do conclave de 1644, que elegeu o Papa Inocêncio X. Legado na Romagna e exarca em Ravena, em 3 de julho de 1651.
Eleito bispo de Ajaccio, Córsega, em 27 de novembro de 1651. Consagrado em 12 de maio de 1652, na catedral de Ravenna, por Luca Torregiani, arcebispo de Ravenna, auxiliado por Isidoro della Robia, bispo de Bertinoro, e por Pompeo Spreti, bispo de Cérvia. Participou do conclave de 1655, que elegeu o Papa Alexandre VII. Optou pela diaconia de S. Agata em Suburra, em 14 de maio de 1655. Transferiu-se para a sé de Imola, em 2 de agosto de 1655. Transferiu-se para a sé de Ferrara, em 26 de fevereiro de 1663. Participou do conclave de 1667, que elegeu Papa Clemente IX. Cardeal protodiácono.
Morreu em Roma em 26 de novembro de 1669, perto das 23 horas. Enterrado na capela da Madonna na igreja de Santissimo Nome di Gesù, Roma.